# Chiriquiba insignis
Chiriquiba insignis är en skalbaggsart som beskrevs av Oliver Erichson Janson 1888. Chiriquiba insignis ingår i släktet Chiriquiba och familjen Cetoniidae. Inga underarter finns listade i Catalogue of Life.